# Neal McDonough
Neal McDonough (Dorchester, Massachusetts, 1966. február 13.) amerikai színész, producer. 
Leginkább televíziós szerepeiről ismert, feltűnt például a Briliáns elmék vagy a Született feleségek epizódjaiban is. Filmszerepei közé tartozik A kaptár – Raccoon City visszavár, a Star Trek: Kapcsolatfelvétel, az Emelt fővel és a RED 2.

## Fiatalkora
A massachusettsi Dorchesterben született, Catherine és Frank McDonough gyermekeként, akik Írországból emigráltak. A massachusettsi Barnstable-ben nőtt fel. Katolikus hitben nevelkedett. Gyerekkorában "Headster" volt a beceneve, ez onnan eredt, hogy a testvérei csúfolták őt a feje miatt.
A Barnstable High School tanulójaként érettségizett, majd a Syracuse Egyetemen folytatta tanulmányait, ahol a Sigma Chi testvériség tagja lett. 1988-ban diplomázott. Több egyetemre is mehetett volna, de ő a Syracuse-t választotta, elmondása szerint azért, mert ott tanítanak a legjobban színészetet.

## Magánélete
Hívő katolikus. 2003-ban házasodott össze Ruvé Robertson modellel. Öt gyermekük született. Tsawwassen-ben (Brit Columbia) élnek.

## Filmográfia

### Film
| Év   | Magyar cím                           | Eredeti cím                            | Szerep                           | Magyar hang          |
| ---- | ------------------------------------ | -------------------------------------- | -------------------------------- | -------------------- |
| 1990 | Darkman                              | Darkman                                | dokkmunkás #2                    |                      |
| 1994 | Angyalok a pályán                    | Angels in the Outfield                 | Whit Bass                        | Selmeczi Roland      |
| 1995 | Három kívánság                       | Three Wishes                           | rendőrtiszt                      |                      |
| 1996 | Star Trek: Kapcsolatfelvétel         | Star Trek: First Contact               | Hawk hadnagy                     | Takátsy Péter        |
| 1997 | Tűz a mélyben                        | Fire Down Below                        | tehergépkocsi-vezető             |                      |
| 1999 |                                      | A Perfect Little Man                   | Billy Morrisson                  |                      |
| 1999 | Farkaséhség                          | Ravenous                               | Reich                            | Galambos Péter       |
| 2002 | Különvélemény                        | Minority Report                        | Gordon 'Fletch' Fletcher tiszt   | Barabás Kiss Zoltán  |
| 2003 | Idővonal                             | Timeline                               | Frank Gordon                     | Rosta Sándor         |
| 2003 |                                      | They Call Him Sasquatch                | Ned Dwyer                        |                      |
| 2004 | Emelt fővel                          | Walking Tall                           | Jay Hamilton                     | Láng Balázs          |
| 2006 | Hullámtörők                          | The Guardian                           | Jack Skinner tiszthelyettes      | Kőszegi Ákos         |
| 2006 | Csalás és ámítás                     | The Last Time                          | Hurly                            | Bodrogi Attila       |
| 2006 | A dicsőség zászlaja                  | Flags of Our Fathers                   | Dave Severance százados          | Jantyik Csaba        |
| 2006 |                                      | Machine                                | Jack Ford                        |                      |
| 2007 | Országúti ámokfutó                   | The Hitcher                            | Esteridge hadnagy                | Zámbori Soma         |
| 2007 | Tudom ki ölt meg                     | I Know Who Killed Me                   | Daniel Fleming                   | Rosta Sándor         |
| 2008 | Csapatszellem                        | Forever Strong                         | Richard Penning edző             | Szabó Sipos Barnabás |
| 2008 | 88 perc                              | 88 Minutes                             | Jon Forster                      | Kőszegi Ákos         |
| 2008 | Az áruló                             | Traitor                                | Max Archer FBI ügynök            | Kőszegi Ákos         |
| 2009 | Street Fighter – Chun-Li legendája   | Street Fighter: The Legend of Chun-Li  | M. Bison                         | Czvetkó Sándor       |
| 2010 |                                      | DC Showcase: Green Arrow (rövidfilm)   | Zöld Íjász (hangja)              |                      |
| 2011 | Kismadarak                           | Little Birds                           | Hogan                            | Fazekas István       |
| 2011 | Időzített gyilkosság                 | Ticking Clock                          | James Keene                      | Viczián Ottó         |
| 2011 | Amerika Kapitány: Az első bosszúálló | Captain America: The First Avenger     | Timothy 'Dum Dum' Dugan          | Kardos Róbert        |
| 2012 |                                      | The Philly Kid                         | Jim 'L.A. Jim' Jacoby            |                      |
| 2013 | Hősök szakasza                       | Company of Heroes                      | Joe Conti hadnagy                | Holl Nándor          |
| 2013 | A tengerészgyalogos 3.               | The Marine 3: Homefront                | Jonah Pope                       |                      |
| 2013 | RED 2.                               | Red 2                                  | Jack Horton                      | Stohl András         |
| 2013 | Carter ügynök                        | Agent Carter                           | Timothy 'Dum Dum' Dugan          |                      |
| 2014 | Bűnös Louisiana                      | Bad Country                            | Kiersey                          | Fazekas István       |
| 2014 | Batman: Az Arkham ostroma            | Batman: Assault on Arkham              | Floyd Lawton / Deadshot (hangja) |                      |
| 2014 | Fedőneve: Sólyom                     | Falcon Rising                          | Manny Ridley                     | Czvetkó Sándor       |
| 2015 | A pláza ásza Vegasban                | Paul Blart: Mall Cop 2                 | Vincent Sofel                    | Viczián Ottó         |
| 2016 |                                      | Greater                                | Marty Burlsworth                 |                      |
| 2017 | 1922                                 | 1922                                   | Harlan Cotterie                  |                      |
| 2018 | Bérgyilkos Mary                      | Proud Mary                             | Walter                           | Dózsa Zoltán         |
| 2018 |                                      | Game Over, Man!                        | Conrad Drothers                  |                      |
| 2019 | Spanviadal (Eszelős bajnokság)       | Buddy Games                            | önmaga                           | Kapácsy Miklós       |
| 2020 | Sonic, a sündisznó                   | Sonic the Hedgehog                     | Bennington őrnagy                | Király Attila        |
| 2020 |                                      | The Warrant                            | John Breaker                     |                      |
| 2020 |                                      | Red Stone                              | Boon                             |                      |
| 2020 |                                      | Monsters of Man                        | őrnagy                           |                      |
| 2021 | Apex – Vadászok szigete              | Apex                                   | Samuel Rainsford                 | Schnell Ádám         |
| 2021 | A kaptár – Raccoon City visszavár    | Resident Evil: Welcome to Raccoon City | William Birkin                   | Czvetkó Sándor       |
| 2021 |                                      | Boon                                   | Boon                             |                      |

### Televízió
| Év        | Magyar cím                          | Eredeti cím                           | Szerep                             | Megjegyzések                           |
| --------- | ----------------------------------- | ------------------------------------- | ---------------------------------- | -------------------------------------- |
| 1991      |                                     | China Beach                           | Lurch                              | 1 epizód                               |
| 1991      | Quantum Leap – Az időutazó          | Quantum Leap                          | Chucky                             | 1 epizód                               |
| 1991      |                                     | Babe Ruth                             | Lou Gehrig                         | tévéfilm                               |
| 1993      | Szolgálatban: Rejtekhely Waco-ban   | In the Line of Duty: Ambush in Waco   | Jason                              | tévéfilm                               |
| 1994      |                                     | Duckman                               | ügynök (hang)                      | 1 epizód                               |
| 1994      | Jaj, a szörnyek!                    | Aaahh!!! Real Monsters                | szörny (hang)                      | 1 epizód                               |
| 1995      |                                     | Blue River                            | Edward Sellars                     | tévéfilm                               |
| 1995      | JAG – Becsületbeli ügyek            | JAG                                   | Jay Williams főhadnagy             | 1 epizód magyar hangja Stohl András    |
| 1995      |                                     | White Dwarf                           | Dr. Driscoll Rampart III           | tévéfilm                               |
| 1995      | Vasember                            | Iron Man                              | Zsarátnok (hang)                   | 1 epizód                               |
| 1996      |                                     | Murphy Brown                          | Clive Walker                       | 1 epizód                               |
| 1996      | New York rendőrei                   | NYPD Blue                             | Jerry Selness                      | 1 epizód                               |
| 1996–1997 | A hihetetlen Hulk                   | The Incredible Hulk                   | Bruce Banner (hang)                | 21 epizód                              |
| 1998      | Halálbiztos diagnózis               | Diagnosis: Murder                     | Ross Canin                         | 1 epizód                               |
| 1999      |                                     | Martial Law                           | Kyle Strode                        | 4 epizód                               |
| 1999      | A csodafarm                         | Diagnosis: Murder                     | seriff                             | tévéfilm                               |
| 1999      | Divatalnokok                        | Just Shoot Me!                        | Craig                              | 1 epizód                               |
| 1999      | Pszichozsaru                        | Profiler                              | Christoper Langston                | 1 epizód                               |
| 2001      | Az elit alakulat                    | Band of Brothers                      | Lynn "Buck" Compton főhadnagy      | 8 epizód magyar hangja Lux Ádám        |
| 2002      | X-akták                             | The X-Files                           | Comer ügynök                       | 2 epizód                               |
| 2002–2003 | Boomtown                            | Boomtown                              | David McNorris                     | 24 epizód magyar hangja Kőszegi Ákos   |
| 2004–2005 | Rejtélyes vírusok nyomában          | Medical Investigation                 | Dr. Stephen Connor                 | 20 epizód magyar hangja Kőszegi Ákos   |
| 2007      | Traveler – Az utolsó vakáció        | Traveler                              | Jack Freed belbiztonsági miniszter | 6 epizód                               |
| 2007      | A Bádogember                        | Tin Man                               | Wyatt Cain                         | 3 epizód magyar hangja Damu Roland     |
| 2008–2009 | Született feleségek                 | Desperate Housewives                  | Dave Williams                      | 24 epizód magyar hangja Schnell Ádám   |
| 2010      | Kutyákok                            | Terriers                              | Ford / Tom Cutshaw                 | 2 epizód                               |
| 2011      | Esküdt ellenségek: Bűnös szándék    | Law & Order: Criminal Intent          | Monsignor McTeal                   | 1 epizód                               |
| 2012      | A törvény embere                    | Justified                             | Robert Quarles                     | 3 epizód                               |
| 2012      | CSI: New York-i helyszínelők        | CSI: NY                               | Gordon Hamilton szenátor           | 1 epizód                               |
| 2012      | Észlelés                            | Perception                            | Fredrick James Dafoe               | 1 epizód                               |
| 2013      | CSI: A helyszínelők                 | CSI: Crime Scene Investigation        | Tommy Barnes                       | 1 epizód                               |
| 2013      |                                     | Mob City                              | Bill Parker kapitány               | 6 epizód                               |
| 2014–2019 | Briliáns elmék                      | Suits                                 | Sean Cahill                        | 17 epizód                              |
| 2014      | A S.H.I.E.L.D. ügynökei             | Agents of S.H.I.E.L.D.                | Timothy "Dum Dum" Dugan            | 1 epizód magyar hangja Hegedüs Miklós  |
| 2015      | Carter ügynök                       | Agent Carter                          | Timothy "Dum Dum" Dugan            | 1 epizód magyar hangja Kardos Róbert   |
| 2015      |                                     | Public Morals                         | Rusty Patton                       | 9 epizód                               |
| 2015–2016 | A zöld íjász                        | Arrow                                 | Damien Darhk                       | 20 epizód magyar hangja Czvetkó Sándor |
| 2015–2022 | Flash – A Villám                    | The Flash                             | Damien Darhk                       | 4 epizód magyar hangja Czvetkó Sándor  |
| 2016–2020 | A holnap legendái                   | Legends of Tomorrow                   | Damien Darhk                       | 21 epizód magyar hangja Czvetkó Sándor |
| 2017      | Bűnös utakon                        | Rogue                                 | Casey Oaks                         | 5 epizód                               |
| 2017      |                                     | Survivor's Remorse                    | Brian                              | 1 epizód                               |
| 2018–2021 |                                     | Van Helsing                           | Hansen / Willem                    | 9 epizód                               |
| 2019—2020 | A kék könyv-projekt                 | Project Blue Book                     | James Harding tábornok             | 18 epizód                              |
| 2019      | Yellowstone                         | Yellowstone                           | Malcolm Beck                       | 6 epizód                               |
| 2020      | Valós halál                         | Altered Carbon                        | Konrad Harlan                      | 3 epizód                               |
| 2020      | A visszatérők                       | The 100                               | Anders                             | 5 epizód                               |
| 2022      | Mi lenne, ha…?                      | What If...?                           | Timothy "Dum Dum" Dugan (hang)     | 1 epizód magyar hangja Kardos Róbert   |
| 2022      | Amerikai Horror Story: Két történet | American Horror Story: Double Feature | Dwight D. Eisenhower               | 4 epizód magyar hangja Csankó Zoltán   |
| 2023      | 911-Texas                           | 9-1-1: Lone Star                      | Ty O'Brien őrmester                | 9 epizód                               |

### Videójátékok
| Év   | Cím                                       | Szerep                  | Megjegyzés  |
| ---- | ----------------------------------------- | ----------------------- | ----------- |
| 2005 | The Incredible Hulk: Ultimate Destruction | Bruce Banner            |             |
| 2009 | Rogue Warrior                             | Travis Payton admirális | [ 17 ]      |
| 2011 | Captain America: Super Soldier            | Timothy 'Dum Dum' Dugan | [ 17 ]      |
| 2015 | Skylanders: SuperChargers                 | Astroblast              | [ 18 ]      |
| 2015 | Call of Duty: Black Ops III               | Jack Vincent            | hasonmás is |

## Fordítás
- Ez a szócikk részben vagy egészben  a   Neal McDonough című angol Wikipédia-szócikk ezen változatának fordításán alapul.  Az eredeti cikk szerkesztőit annak laptörténete sorolja fel. Ez a jelzés csupán a megfogalmazás eredetét és a szerzői jogokat jelzi, nem szolgál a cikkben szereplő információk forrásmegjelöléseként.